# Paul Day
Paul Mario Day (Whitechapel (Londen), 19 april 1956 – Newcastle (Australië), 29 juli 2025) was een Brits zanger. Hij was de eerste zanger van de Britse heavymetalband Iron Maiden.
In 1975 reageerde hij op een door Steve Harris geplaatste advertentie om zanger van de groep te worden. In 1977 werd hij wegens tegenvallende zang- en podiumprestaties vervangen door Dennis Wilcock. Later richtte hij een band op met de naam More en speelde met deze band op het Donington Monsters of Rock Festival in 1981. Hij was zanger van Wildfire in 1983-1984. In 1986 nam hij als zanger van The Sweet een livealbum op in de Marquee Club in London.
Op Iron Maidens Early Days-dvd wordt verteld dat Day werd ontslagen omdat hij niet genoeg podium-charisma zou hebben, hoewel hij een heldere en vibrerende stem had. Day verhuisde in 1986 naar Australië. Hij ging zingen in een band in Newcastle, Australië met de naam Gringos. Hij werd regelmatig aangesproken door Sweetfans die hem herkennen uit de periode dat hij toerde met The Sweet in 1985, 1986 en 1988.
Day overleed in 2025 op 69-jarige leeftijd.